# The Godfather: The Game
The Godfather: The Game — видеоигра в жанре «action-adventure», разработанная и выпущенная компанией Electronic Arts. Игра является первой игрой серии The Godfather и основана на одноимённом фильме «Крёстный отец» 1972 года. Игра выпущена в марте 2006 года для платформ PlayStation 2, Xbox и Microsoft Windows, а затем и для PlayStation 3, Xbox 360, Wii и PlayStation Portable.

## Сюжет
Игра начинается с пролога в нью-йоркской Маленькой Италии 1936 года, в котором юный Альдо Трапани (протагонист игры) становится свидетелем убийства его отца Джона «Джонни» Трапани, солдата семьи Корлеоне. Убийцами являются члены семьи дона Эмилио Барзини. Дон Вито Корлеоне властно унимает рвущегося отомстить Альдо, обещая ему, что когда тот подрастёт, он сможет осуществить свою месть.
Спустя девять лет, в 1945 году, Альдо возвращается с войны после службы в Армии США. Его мать Сарафина, находясь на приёме у дона Корлеоне, пользуется сицилийской традицией удовлетворять просьбы страждущих в день свадьбы дочери, просит дона взять под своё крыло Альдо, который, по её словам, попал в дурную компанию и ведёт опасный образ жизни. Она так же напоминает ему о том, что её муж погиб из верности к клану Корлеоне и дону Вито лично. Дон соглашается и поручает Луке Брази найти парня и заняться им.
Лука Брази без труда находит Альдо, обучает его основам ремесла рэкета. После этого Брази отправляет его к Пауло Гатто и Марти «Монаху» Малоне. Вместе они мстят двум студентам, избившим дочь директора похоронного бюро. После этого Альдо вместе с Брази едет на встречу с Вергилием Солоццо, наркобароном семьи Татталья, который хочет отомстить Вито Корлеоне за то, что тот запретил торговлю кокаином. Вито отправляет Брази шпионить за Татталья, и Лука пытается внедриться в семью. Однако Солоццо и Бруно Татталья разгадывают замысел и убивают Брази. Альдо, став свидетелем, спасается бегством и рассказывает всё Монаху. В это же время происходит покушение на Вито Корлеоне. Альдо и Фредо Корлеоне отвозят Вито в госпиталь, после чего Вито назначает главой семьи старшего сына Сонни Корлеоне.
На общей встрече в особняке Корлеоне Альдо знакомится с консильери Томом Хейгеном и капореджиме Питером Клеменца и Сальваторе Тессио. Впечатлённый смелостью Альдо, Хейген повышает его до силовика. Клеменца отправляет Альдо в госпиталь охранять старого дона, где тот знакомится с сестрой Монаха Фрэнки (вскоре у них начнутся отношения) и Майклом Корлеоне. Отряд Татталья пытается взять госпиталь штурмом, но Майклу удаётся эвакуировать Вито, пока Альдо отбивается от нападающих.
После успешной защиты в госпитале Альдо повышают до соучастника. Альдо убивает Гатто, предавшего Вито Вергилию Солоццо, после чего отправляется в Голливуд, где помогает солдату Рокко Лампоне убедить продюсера Джека Вольца принять крёстного сына Вито Джонни Фонтейна на главную роль в новом фильме. Альдо и Рокко обезглавливают призового жеребца Вольца и подкладывают отрубленную голову в постель продюсера. Напуганный Вольц назначает Фонтейна на роль. Альдо возвращается в Нью-Йорк, семья покупает ему и Фрэнки апартаменты в Мидтауне. Тем временем Майкл планирует убить Солоццо и Маккласки. Он назначает им встречу для ведения переговоров. Альдо прячет пистолет для Майкла, а после убийства вывозит Майкла в доки, откуда тот отплывает в Сицилию. Излечившись от ран, Вито возвращается на пост дона и повышает Альдо до звания солдата и делает его посвящённым семьи Корлеоне.
Фрэнки убивают подосланные Бруно Татталья убийцы. В ярости Альдо выслеживает Бруно и с помощью Сонни убивает его. Скрываясь от погони на шоссе, Сонни отрывается от Альдо и попадает в западню Татталья. Альдо убивает убийц и выбивает от их главы сведения. Убийство Сонни было организовано по приказу Эмилио Барзини. Осознав, что семья Барзини оказывает влияние на остальные семьи, опечаленный смертью сына Вито Корлеоне отправляется на встречу пяти семей. В обмен на безопасное возвращение Майкла в Америку Вито обещает снять свой запрет на ведение наркобизнеса и забыть о мести за убийство Сонни.
Вито отходит от дел и вскоре умирает. Майкл становится новым доном и повышает Альдо до звания капореджиме. Майкл узнаёт, что в семье Корлеоне есть осведомитель ФБР. Он отправляет Альдо и Монаха в отель, где у осведомителя назначена встреча. Монах убивает представителя от ФБР и бежит, и Альдо понимает, что осведомителем является сам Монах. Альдо убивает Монаха, тот при смерти сознаётся, что пошёл на предательство семьи из обиды на то, что она не смогла защитить Фрэнки.
В день крещения племянника Майкл просит убить Альдо глав всех четырёх семей — Виктора Страччи, Кармине Кунео, Филиппа Татталья и Эмилио Барзини. Пока Майкл находится на церемонии, Альдо убивает всех, отомстив наконец за смерть своего отца. В награду Майкл назначает Альдо своим капобастоне.

## Разработка
В 2005 году Electronic Arts объявила, что у игроков будет возможность создавать собственных персонажей, настраивать их навыки, телосложение и одежду в программе, названной «MobFace». Кроме того, не будет традиционного стиля на прохождение миссий — его заменит открытый мир Нью-Йорка 1940-х — начала 1950-х годов и нелинейный сюжет (аналогично играм серии Grand Theft Auto). Electronic Arts также создала систему «Black Hand» как средство давления на владельцев предприятий и вымогательства.
С использованием аналогового джойстика игрокам доступен широкий диапазон методов для достижения своих целей: удары руками, ногами, удушение и так далее. EA выпустила отдельную версию для Wii под названием The Godfather: Blackhand Edition, которая включала улучшенную систему «Black Hand», позволяющую использовать возможности средств управления Wii. Версия для PlayStation 3, названная The Godfather: The Don’s Edition, включает дополнение Corleone Expansion Pack, добавляющее новые элементы геймплея и миссии.
Игровой движок Godfather Engine, использующийся в Godfather: The Game, был позже переделан и использовался в игре Dead Space, научно-фантастическом шутере в жанре survival horror, выпущенном в 2008 году. В 2009 году компания выпустила сиквел The Godfather II.

### Другие версии

#### PlayStation Portable
Версия для PlayStation Portable называется The Godfather: Mob Wars. В отличие от консольных версий, в игре нет свободного режима. Вместо этого, игровой процесс ограничен серией сюжетных миссий с участием Альдо Трапани. Однако в Mob Wars входит новый режим пошаговой стратегии, цель которого — контроль всего Нью-Йорка и нейтрализация вражеских семей путем получения заказов и их выполнения в реальном времени. Также в версии для PSP не реализовано вождение, а в сюжетных миссиях такие моменты заменены роликами.

#### Wii
Версия игры для Nintendo Wii, названная The Godfather: Blackhand Edition, получила самые высокие оценки от Game Rankings и IGN. Она включает 20 миссий, 10 новых миссий на убийства, новую вражескую семью, методы достижения целей, такие как шантаж и взяточничество, и прочие нововведения. Игра была разработана вместе с версией для PlayStation 3 и выпущена 20 марта 2007. Версия для Wii включает в себя новые элементы управления, созданные специально для Wii Remote. В общем, в игре доступно 25 уникальных движений.
Blackhand Edition также добавляет второй путь прохождения, главными методами достижения целей в котором являются шантаж полиции, ФБР и членов других мафиозных семей, а действия и слова игрока начнут влиять на результат. Игроку предстоит шантажировать шефов полицейских отделений из пяти районов, находя достаточное количество «грязи» на них, что фактически приводит к возможности управлять полицией района. В результате, полицейские переходят на сторону игрока и могут арестовывать или убивать членов других семей. Также при втором пути прохождения становятся доступны такие возможности, как увеличение и восстановление здоровья, уменьшение цен за взятки полиции и ФБР и другие.

#### PlayStation 3
Версия для PlayStation 3, названная The Godfather: The Don’s Edition, работает с интерактивным управлением Wii, а для игры используется контроллёр Sixaxis. Хотя в игре доступно меньше движений, чем в Wii-версии, игроки могут использовать Sixaxis, чтобы исполнять различные приёмы, но и они не всегда доступны.
Кроме того, версия для PlayStation 3 включает две дополнительные локации — грузовое судно и сортировочную станцию, добавляя тем самым несколько новых сценариев и пять миссий.

#### Мобильная версия
Версия игры для мобильных телефонов включает коллекцию мини-игр, проводящих игрока через сюжет первого фильма трилогии. Мобильная версия получила название The Godfather Game.

## Критика
| Сводный рейтинг                 | Сводный рейтинг                                   | Сводный рейтинг                                   | Сводный рейтинг                                   | Сводный рейтинг                                   | Сводный рейтинг                                   | Сводный рейтинг                                   | Сводный рейтинг                                   |
| Издание                         | Оценка                                            | Оценка                                            | Оценка                                            | Оценка                                            | Оценка                                            | Оценка                                            | Оценка                                            |
| Издание                         | PC                                                | PS2                                               | PS3                                               | PSP                                               | Wii                                               | Xbox                                              | Xbox 360                                          |
| ------------------------------- | ------------------------------------------------- | ------------------------------------------------- | ------------------------------------------------- | ------------------------------------------------- | ------------------------------------------------- | ------------------------------------------------- | ------------------------------------------------- |
| GameRankings                    | 73,32 %                                           | 77,12 %                                           | 71,78 %                                           | 60,65 %                                           | 77,15 %                                           | 78,34 %                                           | 77,06 %                                           |
| Metacritic                      | 72/100                                            | 75/100                                            | 70/100                                            | 59/100                                            | 77/100                                            | 77/100                                            | 77/100                                            |
| Иноязычные издания              |                                                   |                                                   |                                                   |                                                   |                                                   |                                                   |                                                   |
| Издание                         | Оценка                                            | Оценка                                            | Оценка                                            | Оценка                                            | Оценка                                            | Оценка                                            | Оценка                                            |
| Издание                         | PC                                                | PS2                                               | PS3                                               | PSP                                               | Wii                                               | Xbox                                              | Xbox 360                                          |
| Eurogamer                       | N/A                                               | N/A                                               | N/A                                               | N/A                                               | 7/10                                              | 6/10                                              | 6/10                                              |
| Game Informer                   | N/A                                               | 7,5/10                                            | 7,5/10                                            | 4,5/10                                            | 6,5/10                                            | N/A                                               | 7,75/10                                           |
| GameSpot                        | 8,1/10                                            | 8,1/10                                            | 7,6/10                                            | 6/10                                              | 7,6/10                                            | 8,1/10                                            | 7,9/10                                            |
| GameSpy                         | [ 31 ]                                            | [ 32 ]                                            | [ 33 ]                                            | [ 34 ]                                            | [ 35 ]                                            | [ 36 ]                                            | [ 37 ]                                            |
| IGN                             | 7,9/10                                            | 7,9/10                                            | 7,5/10                                            | 6,2/10                                            | 8/10                                              | 7,9/10                                            | 7,9/10                                            |
| Nintendo Power                  | N/A                                               | N/A                                               | N/A                                               | N/A                                               | 8/10                                              | N/A                                               | N/A                                               |
| OPM                             | N/A                                               | [ 46 ]                                            | N/A                                               | [ 47 ]                                            | N/A                                               | N/A                                               | N/A                                               |
| OPMUK                           | N/A                                               | N/A                                               | [ 48 ]                                            | N/A                                               | N/A                                               | N/A                                               | N/A                                               |
| OXM                             | N/A                                               | N/A                                               | N/A                                               | N/A                                               | N/A                                               | 6,5/10                                            | 7/10                                              |
| PC Gamer (US)                   | 73 %                                              | N/A                                               | N/A                                               | N/A                                               | N/A                                               | N/A                                               | N/A                                               |
| Русскоязычные издания           |                                                   |                                                   |                                                   |                                                   |                                                   |                                                   |                                                   |
| Издание                         | Оценка                                            | Оценка                                            | Оценка                                            | Оценка                                            | Оценка                                            | Оценка                                            | Оценка                                            |
| Издание                         | PC                                                | PS2                                               | PS3                                               | PSP                                               | Wii                                               | Xbox                                              | Xbox 360                                          |
| «Игромания»                     | 7,0/10                                            | N/A                                               | N/A                                               | N/A                                               | N/A                                               | N/A                                               | N/A                                               |
| Награды                         |                                                   |                                                   |                                                   |                                                   |                                                   |                                                   |                                                   |
| Издание                         | Награда                                           | Награда                                           | Награда                                           | Награда                                           | Награда                                           | Награда                                           | Награда                                           |
| Game Audio Network Guild Awards | "Best Arrangement of a Non-Original Score" (2007) | "Best Arrangement of a Non-Original Score" (2007) | "Best Arrangement of a Non-Original Score" (2007) | "Best Arrangement of a Non-Original Score" (2007) | "Best Arrangement of a Non-Original Score" (2007) | "Best Arrangement of a Non-Original Score" (2007) | "Best Arrangement of a Non-Original Score" (2007) |

The Godfather получила «в целом благоприятные отзывы» на всех системах, кроме PlayStation Portable.
Журнал «Игромания» назвал игру «бодрым, но безыскусным клоном GTA» и заключил, что «великая Mafia может спать спокойно».

## Саундтрек
В треклист игры вошли лицензированные джазовые композиции известных исполнителей 1930-х-1940-х годов, а также музыка от APM Music:
1. Perry Como — Oh Marie
2. Ella Fitzgerald — I only have eyes for you
3. Sarah Vaughan — It`s magic
4. Oscar Peterson — The Things We Did Last Summer
5. Dinah Washington — My Devotion
6. Jo Stafford With Paul Weston And His Orchestra — Haunted Heart
7. Carmen Miranda — A Weekend in Havana
8. Sammy Kaye — Saturday Night (Is the loneliest night of the week)
9. Mario Nascimbene — Dance Hall Swing
10. Loren Wilfong — Swinging Brass
11. Larry G.Wilcox — Mister Cool
12. Bill Connor — Full Moon Waltz
13. David Lindup — Midnight Serenade
14. Jack Shaindlin — Tango La Morte
15. Otto Sieben — Tuxedo Stomp
16. Jack Shaindlin — Diving Girl
17. Chris Walden — Count The Stars
18. Richard Myhill — G.I. Swing
19. Alan Moorhouse — Swinging It Up
20. Harry Bluestone — Basement Jazz 1
21. Ib Glindemann — Moonlight Promenade
22. Ib Glindemann — Easy Does It
23. Ib Glindemann — Frank’s In Town
24. Mario Rusca — Tarantella Napoletana
25. Marc Durst — Riviera Swing

### Комментарии
1. ↑  Только на игровых приставках 7-го поколения. Electronic Arts прекратила поддержку мультиплеера и закрыла серверы в 2010 году.